# Sophia Julia Coleman Douglas
Sophia Julia Coleman Douglas (Condado de Cattaraugus, 22 de setembro de 1851 – Cidade de Oklahoma, 8 de agosto de 1902) foi a fundadora e primeira presidente da Federação de Clubes de Mulheres de Oklahoma e Territórios Indígenas. Ela serviu como directora da Oklahoma City High School antes do Oklahoma se tornar num estado.

## Biografia
Douglas, nome de baptismo Coleman, nasceu no dia 22 de setembro de 1851 no condado de Cattaraugus, Nova York. A sua família mudou-se para Michigan com ela quando ela tinha oito anos, onde ela frequentou a escola estadual normal. Ela também frequentou o Vassar College. Em 1869 casou-se com um juiz, Selwyn Douglas (1841-1916), com quem teve um filho, MacGregor Coleman (1873-1908).
Em 1891 os Colemans mudaram-se para Oklahoma City, no Oklahoma. Aí a Sra. Douglas foi a directora da primeira escola secundária da cidade.
Coleman era membro de vários clubes femininos. Ela juntou-se ao Philomathea Club em 1891. O Philomathea Club trabalhou para obter fundos para uma Biblioteca Carnagie em Oklahoma City. Colman escreveu uma carta a Andrew Carnegie em 1900 a solicitar uma doação para a biblioteca, que ele forneceu. Em 1896 formou o clube de estudos Sans Souci, em 1898 o Twentieth Century Club, em 1900 o New Century Club e em 1901 o DAYC Club (Faça tudo o que puder).
Em 1898, juntamente com o Philomathea Club, Douglas fundou a Federação de Clubes de Mulheres para Oklahoma e Territórios Indígenas. Ela também serviu como a sua primeira presidente.
Douglas faleceu no dia 8 de agosto de 1902 em Oklahoma City.

## Legado
Uma fonte memorial foi erguida com fundos doados pela Federação de Clubes de Mulheres para Oklahoma e Territórios Indígenas na propriedade da Oklahoma City Carnegie Library. Foi apresentada em novembro de 1903.